# Trachypithecus selangorensis
Trachypithecus selangorensis — це вид приматів, поширених на західному узбережжі півострова Малайзія. Раніше він вважався формою сріблястого лутунга. Рус та його колеги підняли цю популяцію до рівня підвиду, Trachypithecus cristatus selangorensis, у 2008 році. Згодом приматологи стали розглядати його як окремий вид Trachypithecus selangorensis.

## Опис
Trachypithecus selangorensis має сіре тіло з чорним обличчям і чорними ногами й руками. Типовий зразок мав довжину голови й тіла 50,6 сантиметрів і довжину хвоста 70,4 сантиметрів. Близькоспоріднений сріблястий лутунг має середню довжину голови та тіла 48,9 сантиметрів для самок і 54,4 сантиметрів для самців; також має середню вагу 5,7 кілограмів для самок і 6,6 кілограмів для самців. Trachypithecus selangorensis відрізняється від сріблястого лутунга формою вусів. Trachypithecus selangorensis має довгі прямі вуса, тоді як сріблястий лутунг має вуса у формі мідій. Ці два види також відрізняються генетично.
Немовлята народжуються з кольоровим малюнком, який дуже відрізняється від дорослих. Вони мають яскраво-помаранчеве хутро з білими обличчями, руками та ногами. Забарвлення немовляти змінюється на забарвлення дорослого протягом перших 3-5 місяців, починаючи з голови, рук і ніг. Усі члени групи беруть участь у догляді за немовлятами. Одна з теорій причини помаранчевого забарвлення немовлят полягає в тому, що це може привабити інших самок, які допомагають доглядати за немовлям.

## Екологія
Це деревний вид, який віддає перевагу мангровим і прибережним лісам, але також іноді зустрічається на плантаціях. Він їсть переважно листя, а також фрукти, насіння, квіти та навіть висушену деревину. У Букіт Мелаваті годування Trachypithecus selangorensis є популярною туристичною діяльністю. Trachypithecus selangorensis в Букіт-Малаваті є одними з небагатьох популяцій диких листяних мавп, які постійно звикають до людей. Іноді вони охоче торкаються відвідувачів і піднімаються на них, а також підходять, щоб випросити їжу.